# وجيه أباظة
وجيه أباظة من مواليد  منيا القمح في محافظة الشرقية في مصر في الفترة 1917 - 1994. وهو عسكري وقيادي مصري وكان عضوا في حركة الضباط الأحرار.

## حياته الشخصية
تزوج وجيه أباظة من ليلى مراد وأنجبت منه ابنها أشرف.

## حياته
تخرّج من كلية الطيران عام 1938م ليصبح ضابطاً في القوات المصرية، عمل أباظة في جهاز المخابرات المصرية في العهد الملكي في مصر، وما لبث حتى انضمّ إلى تنظيم الضباط الأحرار المصري الذي قاد ثورة 23 يوليو 1952م، وقد عهد إليه في ليلة 23 يوليو مسؤولية قيادة المطار، القاعدة الأساسية للقوات الجوية المصرية. بعد نجاح ثورة 23 يوليو عام 1952م وعند تشكيل مجلس قيادة الثورة وفق توازنات وأنصبة معينة لكل سلاح من أسلحة الجيش المصري، تخلى وجيه أباظة عن أحقِّيته في عضوية المجلس لزملاء آخرين له من سلاح الجو المصري. قاد حركة مصرية للاستيلاء على أسلحة الجيش البريطاني في قناة السويس لتزويد الجيش المصري بها أثناء قتاله مع العدو الإسرائيلي في حرب فلسطين عام 1948م.[بحاجة لمصدر] عُرف عنه أنه كان يقود العمليات الفدائية المصرية ضد القوات الإنجليزية في منطقة قناة السويس في الفترة 1950 – 1952م.[بحاجة لمصدر]
عمل أباظة في الاتحاد القومي المصري وفي التنظيم الشعبي. وعمل في إدارة الحكم المحلي محافظاً لمدة عشر سنوات حيث عُيِّن محافظاً لمحافظة البحيرة عام 1960 وحتى عام 1968م ثم أصبح محافظاً لمحافظة الغربية الجديدة لمدة عامين ثم محافظا للقاهرة حوالي سنة واحدة وقد ترك أثناء عمله محافظا إنجازات اقتصادية واجتماعية وثقافية في المحافظات التي عمل فيها.[بحاجة لمصدر]
بعد وفاة الرئيس جمال عبد الناصر عام 1970م تم اعتقال وجيه أباظة في أوائل عهد الرئيس السادات في مايو 1971م وحوكم بالسجن أمام محكمة خاصة ولم يلبث أن خرج منه بعد فترة من الوقت. تفرغ عام 1976م لأعماله الخاصة وذلك حتى وفاته عام 1994م.